# Proktologie
Die Proktologie (von altgriechisch πρωκτός prōktós „After, Steiß“ und -logie) ist ein medizinisches Teilgebiet, das sich mit den Erkrankungen des Enddarms, also genauer des Mastdarms und des Analkanals beschäftigt. Die Koloproktologie befasst sich zusätzlich mit Erkrankungen des Grimmdarms (des Kolons).

## Ausbildung
Einen Mediziner, der sich mit der Proktologie beschäftigt, bezeichnet man als Proktologen oder auch als Darmspezialisten. 

## Einige proktologische Erkrankungen
- Stuhlinkontinenz – Probleme, den Stuhl zu halten
- Hämorrhoidalleiden – vergrößerte oder tiefer getretene Hämorrhoiden, die Beschwerden verursachen.
- Analprolaps – Vorfall der Schleimhaut des Analkanals durch den Anus.
- Analfissur – Einriss in der Afterschleimhaut
- Analabszesse – eine akute Ansammlung von Eiter und der akute Vorläufer einer Analfistel
- Analfistel – Eitergang, der sich in den Darm oder zur Haut hin mit eitrigem Sekret entleert
- Fremdkörper in Anus und Rektum
- Perianalthrombose – Blutgerinnsel in den äußeren Venen des Afters („äußere Hämorrhoiden“)
- Vergrößerte Marisken – Hautlappen am After
- Analekzem, Pruritus ani
- Analkarzinom, Rektumkarzinom – bösartige Tumoren des Analkanals oder Rektums
- Condylomata acuminata (Feigwarzen)
- chronisch-entzündliche Darmerkrankungen (CED)
- Steißbeinfistel – chronisch-entzündliche Erkrankung der Gesäßfalte